# Xenorhina adisca
Xenorhina adisca és una espècie de granota de la família Microhylidae que viu a Indonèsia.